# Lisselsjön (Hedemora socken, Dalarna)
Lisselsjön är en sjö i Hedemora kommun i Dalarna och ingår i Dalälvens huvudavrinningsområde.